# Mario Golf: World Tour
Mario Golf: World Tour (マリオゴルフ ワールドツアー?) är ett Mario-golfspel till Nintendo 3DS, utvecklat av Camelot Software Planning och utgavs av Nintendo maj 2014. Spelet ingår i spelserien Mario Golf.